# Barbitistes serricauda
Espèce
Statut de conservation UICN

 LC  : Préoccupation mineure
Barbitistes serricauda, le barbitiste des bois, est une espèce d'orthoptères de la famille de Tettigoniidae, de la sous-famille des Phaneropterinae, de la tribu des Barbitistini et du genre Barbitistes.

## Distribution
- Europe occidentale sauf Pays-Bas et Îles Britanniques.

## Description

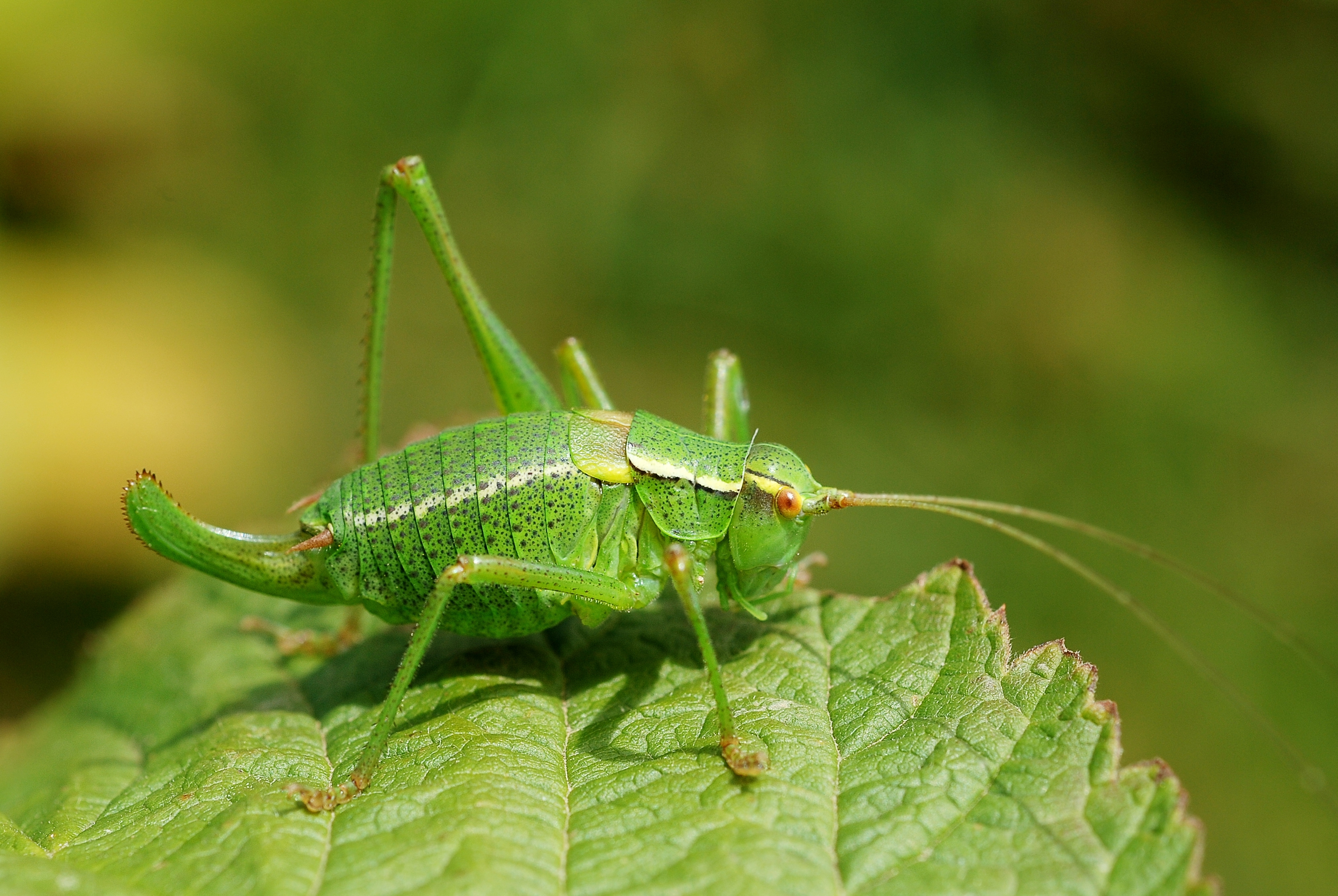
Barbitistes serricauda - femelle.

De couleur verte (parfois brune), le corps est orné de points bruns à noirs, parfois abondants, ce qui rend alors l'animal presque noir. À partir de l'œil, une strie claire soulignée de noir traverse le lobe latéral du pronotum, souligne le bord latéral du tegmen et continue parfois le long de l'abdomen. Les antennes sont 2 à 3 fois plus longues que le corps. Le mâle, long de 14 à 20 mm a des cerques rouges recourbés en forme de S et se chevauchant en partie. La femelle, longue de 16 à 25 mm montre un oviscapte recourbé et denté, particulièrement à son extrémité. Elle est indiscernable de l'espèce méridionale proche Barbitistes obtusus.

## Habitat et stridulation
Les adultes, à l'activité essentiellement crépusculaire et nocturne, vivent de la mi-juillet à octobre ; le jour, ils se camouflent dans les arbres et buissons feuillus des lisières ensoleillées, tandis que les juvéniles se trouvent plus souvent près de la surface du sol.
La stridulation faible, formée de notes brèves émises isolément ou par groupes de 2 à 4, est émise au crépuscule et la nuit et n'est audible que jusqu'à un mètre environ.

## Reproduction
La ponte a lieu dans les interstices des écorces ou dans le bois pourrissant.